# Ялден, Дерек
Дерек Уильям Ялден (4 ноября 1940, Суррей — 5 февраля 2013) — британский зоолог, специализирующийся на орнитологии и маммалогии.

## Биография
В 1962 году получил степень бакалавра наук в Университетском колледже Лондона. В 1965 году защитил докторскую диссертацию на тему A Contribution to the Functional Morphology of the Mammalian Carpus под руководством Перси М. Батлера в Королевском Холлоуэй-колледже Лондонского университета. Затем работал ассистентом-профессором, а позже старшим преподавателем Школы биологических наук Манчестерского университета. В 2005 году ушёл на пенсию.
Среди проектов Ялдена — каталогизация фауны млекопитающих Эфиопии, участие в энциклопедическом проекте Джонатана Кингдона «Млекопитающие Африки», исследования экологии природных ландшафтов Пик-Дистрикта, включая эрозию торфяных болот и восстановление экосистем, изучение популяций птиц и животных, таких как золотистая ржанка, песочник, заяц-беляк, рыже-серый валлаби, история млекопитающих и птиц Великобритании, проект фонда Леверхульме по созданию базы данных археологических находок останков птиц и млекопитающих. Совместно с Пиклендской археологической ассоциацией участвовал в изучении пещеры Фоксхолл в период с 1966 по 1990 годы.
С 1997 по 2013 год занимал должность президента Общества млекопитающих. С 1980 по 2002 год редактировал журнал общества Mammal Review. Автор или соавтор свыше 200 научных публикаций. Вместе с Дайтером Кокком и Малкольмом Дж. Лардженом издал семитомный Каталог млекопитающих Эфиопии (Catalogue of the Mammals of Ethiopia) в период с 1974 по 1996 год.
Совместно с Райнером Хюттерером описал виды землероек Crocidura bottegoides и Crocidura harenna в 1990 году.

## Почести
В 2010 году награждён медалью Линнея Лондонского Линнеевского общества. В 2013 году учреждён фонд имени Дерека Ялдена (Derek Yalden Fund), оказывающий финансовую поддержку студентам из семей с низким доходом во время экспедиций в рамках учёбы в Манчестерском университете.
Его именем назван вид лягушки Leptopelis yaldeni, описанный герпетологом Малкольмом Дж. Лардженом в 1977 году, и вид крысы Desmomys yaldeni, которым его почтил Леонид А. Лавренченко в 2003 году. Оба вида встречаются в Эфиопии.

## Избранная библиография
- Yalden, D. W. (Derek William). The Identification of remains in Owl Pellets. — Reading : Mammal Society, 1977. — P. 8p. : ill. ; 22cm.
- Yalden, D. W. (Derek William). When did the mammal fauna of the British Isles arrive?.. — Oxford : Blackwell Scientific, for the Mammal Society, 1982. — P. 57p : ill., maps ; 25 cm.
- Yalden, D. W. The History of British Birds / D. W. Yalden, Albarella, U.. — Oxford : Oxford University Press, 2009. — ISBN 978-0-19-921751-9.